# Aphanicercopsis
Aphanicercopsis is een geslacht van steenvliegen uit de familie Notonemouridae. De wetenschappelijke naam van het geslacht is voor het eerst geldig gepubliceerd in 1934 door Barnard.

## Soorten
Aphanicercopsis omvat de volgende soorten:
- Aphanicercopsis denticulata (Tillyard, 1931)
- Aphanicercopsis hawaquae Barnard, 1934
- Aphanicercopsis outeniquae Barnard, 1934
- Aphanicercopsis tabularis Barnard, 1934